# Mariä Empfängnis (Eurasburg)

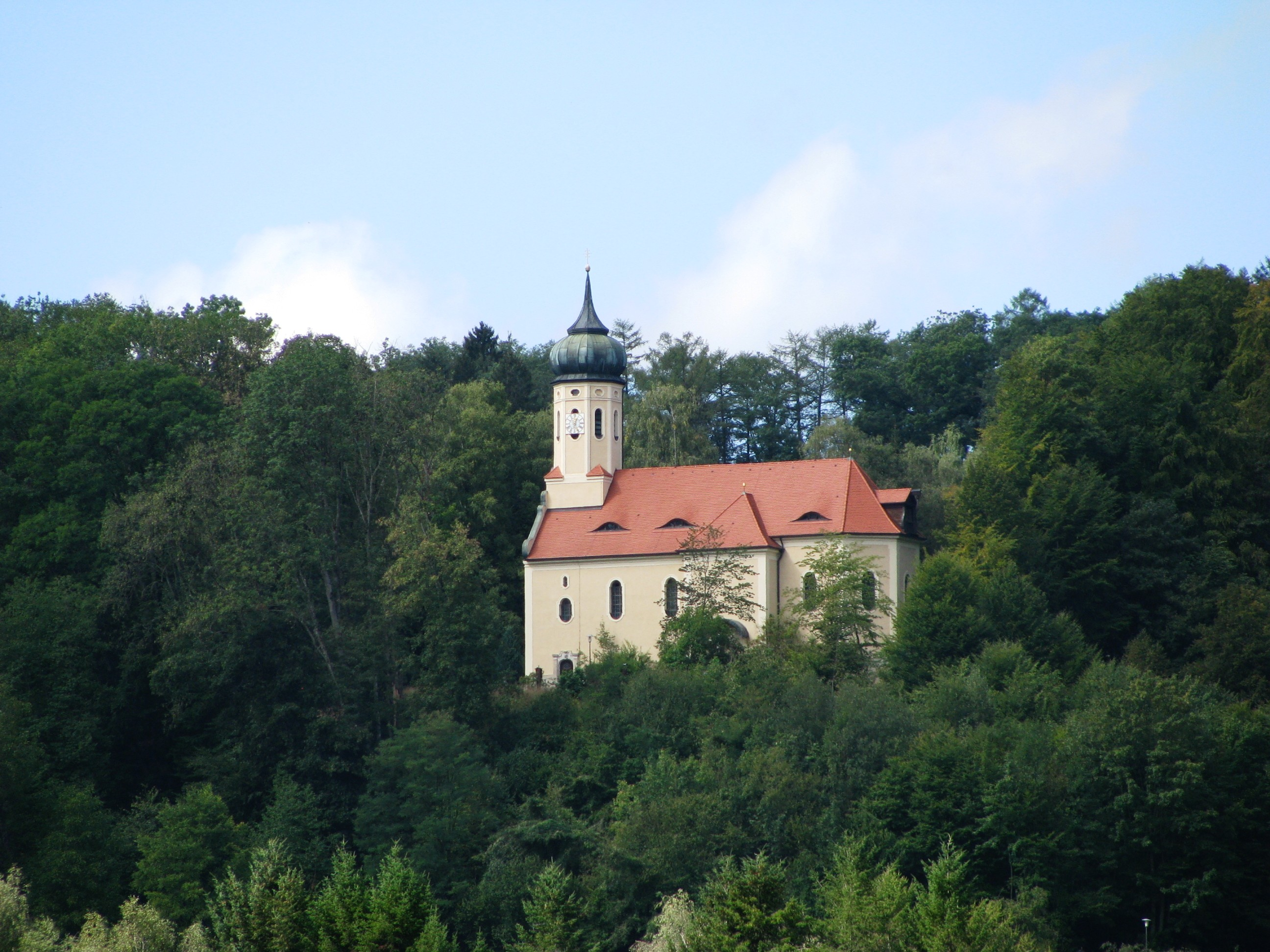
Mariä Empfängnis in Eurasburg

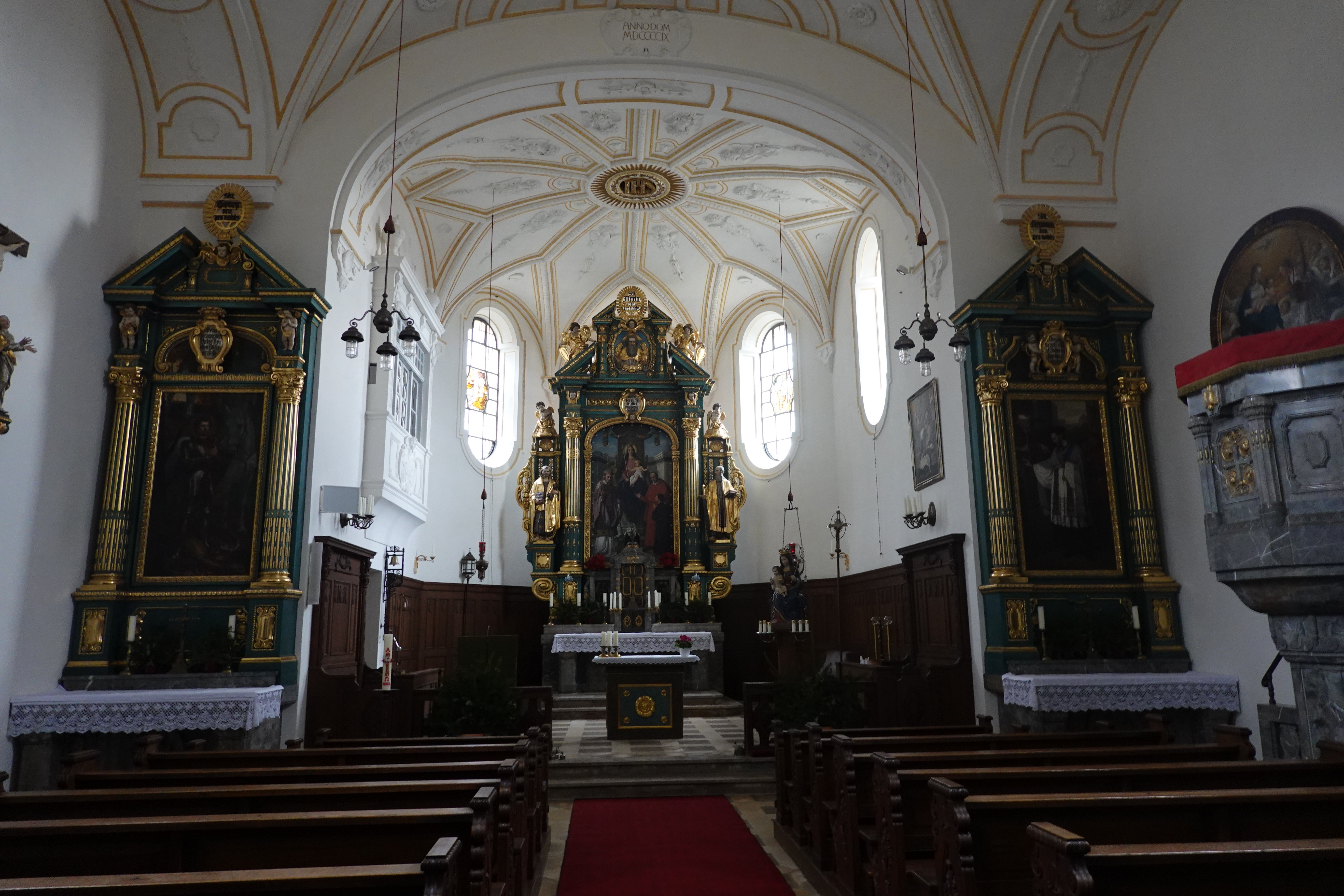
Innenraum

Die römisch-katholische Schlosskirche Mariä Empfängnis steht in Eurasburg, einer Gemeinde im oberbayerischen Landkreis Bad Tölz-Wolfratshausen. Das Bauwerk ist in der Liste der Baudenkmäler in Eurasburg (Oberbayern) als Baudenkmal unter der Nr. D-1-73-123-7 eingetragen. Die Kirche gehört zum Dekanat Bad Tölz-Wolfratshausen im Erzbistum München und Freising.

## Beschreibung
Die neobarocke Saalkirche wurde 1909 vom Baumeister des Ulmer Münsters erbaut. Sie besteht aus dem Langhaus, dem eingezogenen, dreiseitig geschlossenen Chor im Nordosten und dem sich aus dem Satteldach des Langhauses im Südwesten erhebenden Dachreiter mit einer Zwiebelhaube, dessen achteckiges Obergeschoss die Turmuhr und den Glockenstuhl mit vier Kirchenglocken enthält. Ein Gemälde von 1620, auf dem Katharina von Alexandrien dargestellt ist, stammt aus der alten Burgkapelle.

## Orgel

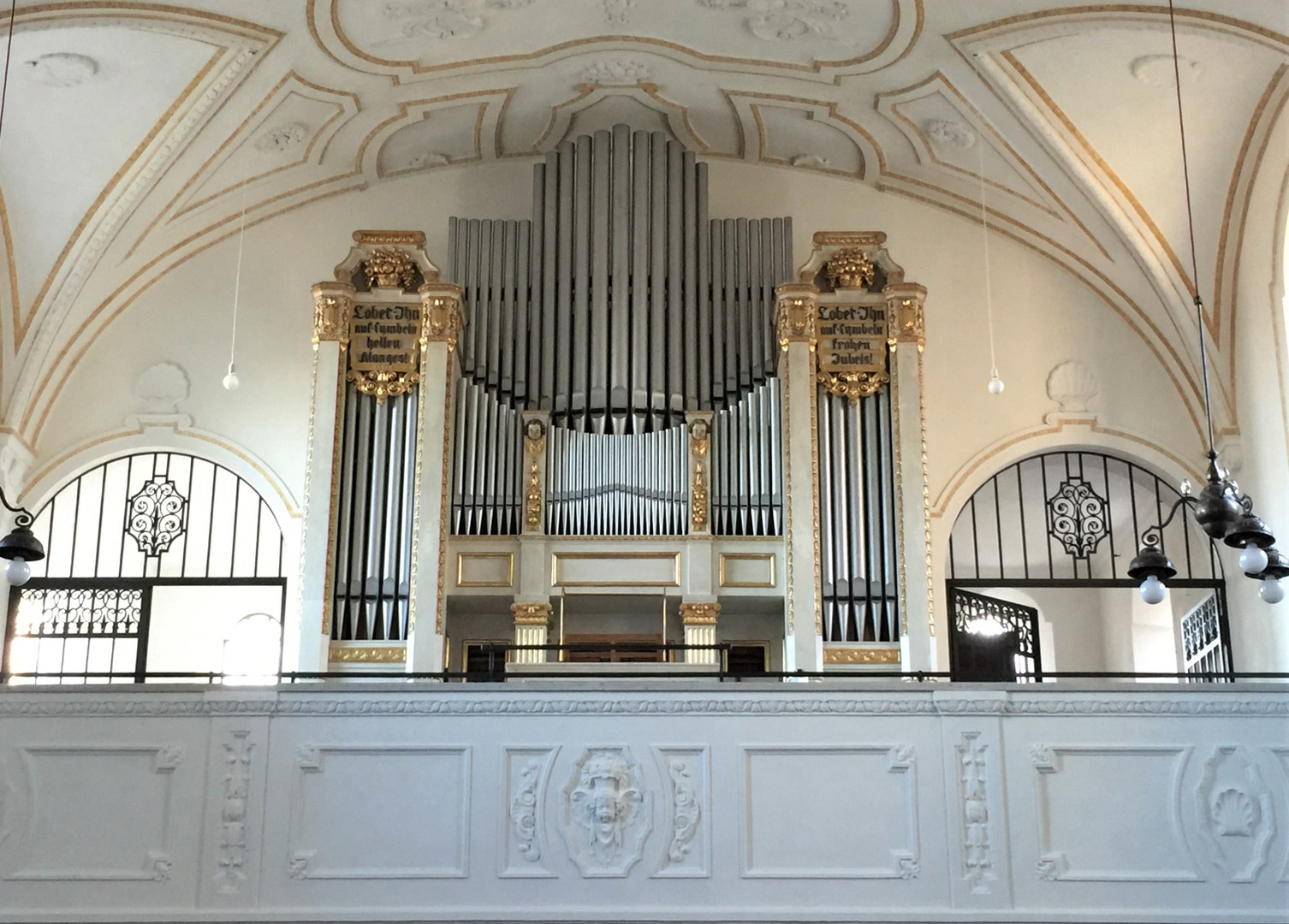
Orgel

Die Orgel auf der Empore mit zwölf Registern auf zwei Manualen und Pedal wurde 1909 als Opus 227 von Willibald Siemann erbaut. Das Instrument ist mit einer, in der Firmengeschichte zum zweiten Mal, der selten gebauten Transmissionslade ausgestattet. Man kann die vorhandenen Register auf beiden Manualen wahlweise unterschiedlich registrieren. Zudem zeigt der Prospekt bereits Züge des aufkommenden Freipfeifenprospektes. Das Instrument wurde 2020 von Eder Orgelbau restauriert. Die Disposition des pneumatischen Kegelladen-Instruments lautet:
| I. Manual        |       |
| Principal        | 8′    |
| Bourdon          | 8′    |
| Gamba            | 8′    |
| Salicional       | 8′    |
| Vox coelestis    | 8′    |
| Oktav            | 4′    |
| Flöte oktaviante | 4′    |
| Harmonie-Flöte   | 4′    |
| Cornett Mixtur   | 2 ⁄3′ |

| II. Manual            |
| selben Register wie I |

| Pedal         |     |
| Subbass       | 16′ |
| Still Gedeckt | 16′ |
| Violon        | 08′ |

- Koppeln: II/I, I/P, II/P, Superoktavkoppel II/I